# 超豪華!!スタア同窓会
『超豪華!!スタア同窓会』（ちょうごうか スタアどうそうかい）は日本テレビ系列で2010年から2011年まで送されていた特別番組である。ハイビジョン制作（アナログはレターボックス放送）。

## 放送内容
かつて芸能界で同じ境遇だった有名人を集め、当時の思い出やその後の歩みについてトークを繰り広げる。
サブタイトルはすべて、テレビドラマや楽曲のタイトルの捩りである。

## 出演者

### 司会
- 中山秀征
- 南野陽子
- 優香

### ゲスト・アシスタント
第1回
- AKB48（石田晴香、大家志津香、佐藤すみれ、佐藤夏希）
- 小出真保（麦芽）
- ナイツ

第2回
- 岡本夏生
- 片山さつき
- 小出真保（麦芽）
- 中野腐女シスターズ
- ハライチ

第3回
- アップルパイン
- SDN48（浦野一美、大堀恵、KONAN、佐藤由加理、芹那、福田朱子）
- 鈴江奈々（日本テレビアナウンサー）
- たんぽぽ
- 春香クリスティーン
- フォーリンラブ
- 藤岡みなみ
- モエヤン

第4回
- AMEMIYA
- あやまんJAPAN
- 岡本夏生
- 虎南有香
- ザブングル
- 澤山璃奈
- SUPER☆GiRLS（荒井玲良、宮崎理奈、八坂沙織）
- 三原勇希
- ローラ

第5回
- AMEMIYA
- 360°モンキーズ
- ザ・たっち
- 岡本夏生
- 響
- 中野風女シスターズ
- リアル家政婦（2名）

## 放送日時・サブタイトル・内容・ゲスト・視聴率
| 回数  | 放送日時                     | サブタイトル         | 内容・ゲスト | 視聴率 |
| ----- | ---------------------------- | -------------------- | --- | ------ |
| 第1回 | 2010年7月6日 21:00 - 22:48   | まだ君に恋してる     | - 「レースクイーン」同窓会：はるな愛、岡本夏生、室井佑月、三瀬真美子、インリン・オブ・ジョイトイ - 「特撮!正義の味方」同窓会：島崎和歌子、さとう珠緒、叶和貴子、加藤夏希、西村和彦、杉浦太陽 - 「天才子役」同窓会：杉田かおる、宮脇健、四方晴美、斎藤こず恵、坂上忍、金子吉延 - 「堀越3年D組」同窓会：宮崎ますみ、倉沢淳美、田中久美、岡村有希子                                                | 13.6%  |
| 第2回 | 2010年10月5日 22:00 - 23:24  | ゲゲゲッ!の再会      | - 「電波少年」同窓会：松本明子、有吉弘行、黒沢かずこ、ケイコ先生、坂本ちゃん、チューヤン / Tプロデューサー、椿鮒子、斉藤ゆり、滝島梓、羽田実加、ロシナンテ（ロバ） - 「女子プロレス」同窓会：ジャガー横田、ライオネス飛鳥、ダンプ松本、ブル中野、アジャ・コング、井上貴子、納見佳容 - 「おニャン子クラブ」同窓会：新田恵利、国生さゆり、渡辺美奈代、城之内早苗、生稲晃子、立見里歌 / 大竹まこと | 13.2%  |
| 第3回 | 2011年4月5日 22:00 - 23:24   | 桜満開!!会いたかった | - 「明大中野高校」同窓会：大沢逸美、つちやかおり、野々村真、パパイヤ鈴木、布川敏和、芳本美代子 / 宇梶剛士 - 「フジテレビアナウンサー」同窓会：有賀さつき、岩瀬惠子、富永美樹、山村美智 / 山中秀樹 - 「バブル」同窓会：岡本夏生、武田修宏、田中美奈子、諸星和己、荒木久美子 | 12.7%  |
| 第4回 | 2011年9月6日 21:00 - 22:24   | マルヒの㊙おきて     | - 「堀越高校」同窓会：伊藤咲子、大場久美子、西村知美、林寛子、渡辺美奈代 / 国実百合、後藤恭子、城みちる - 「国民的人気アニメ美人声優」同窓会：島本須美、野沢雅子、日髙のり子、福原香織、本名陽子、松本梨香 / 水木一郎 - 「バブル」同窓会第2弾：千堂あきほ、杉本彩、ダイアモンド✡ユカイ、ブラザー・コーン、もちづきる美、RIKACO                                                                  | 12.0%  |
| 第5回 | 2011年12月20日 22:00 - 23:24 | 家政婦もミタ!!       | - 「ロックンローラー」同窓会：ジョニー大倉、葛城ユキ、ダイアモンド✡ユカイ、久宝留理子、上木彩矢、高原兄 - 「ミス東大」同窓会：片山さつき、山本舞衣子、八田亜矢子、加藤ゆり、瀧口友里奈、石井てる美 / 湯浅卓、本村健太郎 - 「バブル」同窓会第3弾：石田純一、相楽晴子、岡安由美子、前田耕陽、藤森夕子、濱田のり子                                                                                 | 10.3%  |

## スタッフ
第5回放送分
- ナレーション：難波圭一、日髙のり子、小原乃梨子（第5回、ドロンジョの声で）、八奈見乗児（ボヤッキーの声で）、たてかべ和也（トンズラーの声で）
- 構成：沢口義明、外山信行、高梨武志、坂本茜、下河内一雄（下河内→第4回以降）
- TM：江村多加司（第1回-）
- SW：村上和正
- CAM：津野祐一（第1,3,5回）
- VE：飯島友美
- 音声：中村宏美
- MIX：今野健
- PAMIX：
- 照明：下平好実
- 美術プロデューサー：林健一（第1回は美術）
- デザイン：波多野真理（第1回-）
- 美術協力：日テレアート
- 大道具：堀北剛
- 小道具：米山幸市
- 電飾：佐藤勉
- 持道具：柳下晃一
- 衣装：中島宏人
- メイク：奥松かつら
- モニター：ミジェット
- CG制作：アイヴリックスタジオ
- 編集：佐藤敦哉（第1回-）
- MA：堀博勝
- 技術協力：NiTRo、まるビデオ（第4回まで編集と表記）
- 営業：梶原美緒
- 宣伝：友定絋子（第1回-）
- 音効：橋本いづみ（第1回-）
- TK：長坂真由美（第1回-）
- AD：金川紗希子（第1回-）、松下貴之（第1回-）、千葉智亮、冨士和世（冨士→第1回-）、田村敏宏、保田、伊東千晴
- FM：伊藤光明（第4回までFD）
- デスク：安永美和（第1回-）
- AP：城美幸（第1回-）、熊田靖士（第1回-）
- ディレクター：相川武史（第1回-）、中野伸郎（第1回-）、石島良治、飯塚尊（第1回-）/碓田千加志（第4回までスタジオディレクター）
- プロデューサー：滝澤真一郎、富澤正義（第1回-）、武井泉（第1回-）、三門綾子（第3回までAP）
- 企画・総合演出：尼崎昇（第1回は企画・演出）
- チーフプロデューサー：松岡至
- 制作協力：東阪企画、LUCAS
- 製作著作：日本テレビ

過去のスタッフ
- ナレーション：野沢雅子（第2回、鬼太郎の声で）
- SW：米田博之（第1回）、村松明
- CAM：榎本丈之
- 音声：瀧健太郎（第1回）、林晃司（第3回）、山田値久（第4回）
- VE：斎藤孝行（第1回）、三崎美貴、山口孝志（第4回）
- VTR：八木一夫（第1回）、石山実、笈川太（第4回）
- MIX：三石敏生（第1回）
- 照明：井口弘一郎（第1回）、加藤恵介（第4回）
- デザイン：熊崎真知子（第1回）
- MA：吉永龍哉（第1回）、瀬戸浩太
- 協力：週刊プロレス
- 編成：田中裕樹（第1回）
- ECG：辻根昌枝（第1回）
- 中継：岸田将生（第1回）、木村嘉男
- デスク：田村麻衣（第1回）
- AP：有吉由美（第1回）
- AD：馬垣康督（第1回）
- ディレクター：畑中真治（第1回）、井上公志（第1回）、高井健司
- プロデューサー：遠藤正累（第1回）
- チーフプロデューサー：菅賢治（第1回）

## 備考
- 番組のサブタイトルは流行りもののパロディとなっている。
- トークテーマ紹介時のBGMはTBS『ザ・ベストテン』のランキング発表とミラーゲートから登場時の2つの曲を合わせたものを使用している。